# Charima Reinhardt
Charima Reinhardt (* 1958) ist eine deutsche Journalistin und Ministerialbeamtin. Sie war von 1998 bis 2002 stellvertretende Sprecherin der Bundesregierung im Presse- und Informationsamt der Bundesregierung.

## Leben
Die parteilose Reinhardt wurde nach der Übernahme der Regierung durch die rot-grüne Koalition (Kabinett Schröder I) unter Bundeskanzler Gerhard Schröder 1998 zur stellvertretenden Regierungssprecherin unter Uwe-Karsten Heye berufen. Sie wurde dafür von den Grünen nominiert. Sie amtierte bis Oktober 2002. Zuvor war sie zehn Jahre lang Korrespondentin der Frankfurter Rundschau in Bonn. Dort wirkte sie auch als Vorstandsmitglied der Bundespressekonferenz.